# Acat
Pour l’article homonyme, voir Action des chrétiens pour l'abolition de la torture.
Acat était un dieu dans la mythologie maya associé au processus de tatouage.

## Étymologie
Thompson déclare qu'Acat est un nom de jour nahuatl signifiant roseau, tandis que la prononciation Ah Cat serait Lui du pot de stockage, très probablement parce que les roseaux creux étaient censés être utilisés dans le processus de tatouage.
En outre, Thompson écrit (en relation avec la désignation du nom de la divinité) « Acat est traduit par encrier dans le dictionnaire Pio Perez ; comme étui pour instrument de médecin ou étui pour stylo de scribe dans le dictionnaire Motul. »

## Rôle dans la mythologie maya
Les Mayas accordaient une grande importance au processus de tatouage, estimant que les tatouages à l'image d'un dieu donnaient à une personne une partie du pouvoir de ce dieu. En raison de l'importance et de la difficulté de cette forme d'art, il était naturel qu'un dieu en soit responsable. On dit qu'Acat bénit l'encre, les aiguilles et les espaces de travail, et stabilise les mains des artistes pour de meilleurs résultats.
Acat en tant que divinité est également associé au développement du fœtus dans l'utérus.